# María Plomer
María Plomer és una empresària, executiva en cap de Zafiro Hotels juntament amb la seva germana Antonia Plomer. És llicenciada en ciències econòmiques.
El 2025 fou inclosa a la llista Forbes de les 50 dones més influents de les Balears.